# Chavigny-Bailleul
Chavigny-Bailleul és un municipi francès situat al departament de l'Eure i a la regió de Normandia. L'any 2007 tenia 497 habitants.

## Demografia

### Població
El 2007 la població de fet de Chavigny-Bailleul era de 497 persones. Hi havia 180 famílies, de les quals 28 eren unipersonals (12 homes vivint sols i 16 dones vivint soles), 64 parelles sense fills, 84 parelles amb fills i 4 famílies monoparentals amb fills.
La població ha evolucionat segons el següent gràfic:
Habitants censats

### Habitatges
El 2007 hi havia 225 habitatges, 182 eren l'habitatge principal de la família, 26 eren segones residències i 17 estaven desocupats. Tots els 225 habitatges eren cases. Dels 182 habitatges principals, 168 estaven ocupats pels seus propietaris, 12 estaven llogats i ocupats pels llogaters i 2 estaven cedits a títol gratuït; 1 tenia una cambra, 5 en tenien dues, 24 en tenien tres, 60 en tenien quatre i 92 en tenien cinc o més. 136 habitatges disposaven pel capbaix d'una plaça de pàrquing. A 67 habitatges hi havia un automòbil i a 106 n'hi havia dos o més.

### Piràmide de població
La piràmide de població per edats i sexe el 2009 era:
| Homes | Edats   | Dones |
| ----- | ------- | ----- |
| 4     | 95 o +  | 0     |
| 0     | 90 a 94 | 0     |
| 4     | 85 a 89 | 0     |
| 0     | 80 a 84 | 0     |
| 4     | 75 a 79 | 0     |
| 8     | 70 a 74 | 16    |
| 12    | 65 a 69 | 16    |
| 20    | 60 a 64 | 12    |
| 20    | 55 a 59 | 24    |
| 12    | 50 a 54 | 8     |
| 20    | 45 a 49 | 16    |
| 16    | 40 a 44 | 16    |
| 24    | 35 a 39 | 20    |
| 24    | 30 a 34 | 20    |
| 4     | 25 a 29 | 12    |
| 8     | 20 a 24 | 4     |
| 8     | 15 a 19 | 4     |
| 24    | 10 a 14 | 24    |
| 20    | 5 a 9   | 12    |
| 12    | 0 a 4   | 20    |

## Economia
El 2007 la població en edat de treballar era de 327 persones, 239 eren actives i 88 eren inactives. De les 239 persones actives 222 estaven ocupades (121 homes i 101 dones) i 17 estaven aturades (5 homes i 12 dones). De les 88 persones inactives 34 estaven jubilades, 30 estaven estudiant i 24 estaven classificades com a «altres inactius».

### Ingressos
El 2009 a Chavigny-Bailleul hi havia 202 unitats fiscals que integraven 561 persones, la mediana anual d'ingressos fiscals per persona era de 19.050 €.

### Activitats econòmiques
Dels 18 establiments que hi havia el 2007, 1 era d'una empresa extractiva, 1 d'una empresa de fabricació d'altres productes industrials, 5 d'empreses de construcció, 1 d'una empresa de comerç i reparació d'automòbils, 1 d'una empresa de transport, 1 d'una empresa d'hostatgeria i restauració, 1 d'una empresa d'informació i comunicació, 2 d'empreses immobiliàries, 2 d'empreses de serveis, 1 d'una entitat de l'administració pública i 2 d'empreses classificades com a «altres activitats de serveis».
Dels 5 establiments de servei als particulars que hi havia el 2009, 2 eren paletes, 1 guixaire pintor, 1 lampisteria i 1 saló de bellesa.
L'any 2000 a Chavigny-Bailleul hi havia 12 explotacions agrícoles.

## Equipaments sanitaris i escolars
El 2009 hi havia una escola maternal integrada dins d'un grup escolar amb les comunes properes formant una escola dispersa.

## Poblacions més properes
El següent diagrama mostra les poblacions més properes.